# Tu moissonneras la tempête
Tu moissonneras la tempête est un film documentaire français réalisé par Raymond Léopold Bruckberger, sorti en 1968.

## Synopsis
Film de montage consacré à la Résistance, sous l'occupation allemande de 1940 à 1945, avec des documents provenant des archives françaises, canadiennes, américaines, anglaises et allemandes.

## Fiche technique
- Titre : Tu moissonneras la tempête
- Réalisation : Raymond Léopold Bruckberger
- Commentaire : Raymond Léopold Bruckberger, avec des extraits de poèmes d'Aragon, Paul Éluard, Jules Supervielle et des Mémoires de guerre du Général de Gaulle dit par Jean Desailly
- Montage : Suzanne Baron, Catherine Mazoyer, Pierre Didier
- Musique : Jean de Rohozinski
- Production : Paris Cité Productions - Les Productions de l'Aurige
- Pays :  France
- Durée : 90 minutes
- Date de sortie : France - novembre 1968